# Ла Сел Сен Клу
Ла Сел Сен Клу (фр. La Celle-Saint-Cloud) град је у Француској, у департману Ивлен.
По подацима из 1999. године број становника у месту је био 21.527.

## Демографија
| 1962.  | 1968.  | 1975.  | 1982.  | 1990.  | 1999.  | 2011.  |
| ------ | ------ | ------ | ------ | ------ | ------ | ------ |
| 20.284 | 24.687 | 25.696 | 23.326 | 22.834 | 21.527 | 21.181 |

## Партнерски градови
- Херингсдорф
- Бекум